# Friedrich Müller (Rechtswissenschaftler)
Friedrich Müller (* 22. Januar 1938 in Eggenfelden in Bayern) ist ein deutscher Rechtswissenschaftler aus Heidelberg. Seine Forschungsschwerpunkte liegen in der Rechtstheorie und in der Rechtslinguistik. Außerdem hat er unter dem Pseudonym Fedja Müller Gedichte veröffentlicht.

## Leben
Müller studierte Rechtswissenschaft an den Universitäten Erlangen-Nürnberg und Freiburg im Breisgau. Er bestand die Erste und Zweite Juristische Staatsprüfung 1962 und 1967. In Freiburg i.Br. wurde er 1964 mit einer Schrift über die Problemgeschichte der Vereinigungsfreiheit im deutschen Vormärz zum Dr. iur. promoviert und 1968 als Assistent von Konrad Hesse mit seiner Arbeit über Normstruktur und Normativität habilitiert. Müller hält die Lehrbefugnis (Venia legendi) für Staatsrecht, Verwaltungsrecht, Kirchenrecht, Rechts- und Staatsphilosophie sowie für Rechtstheorie.
Nach der Tätigkeit als Privat- und Universitätsdozent in Freiburg i.Br. 1968 bis 1971 erhielt Müller 1971 als ordentlicher Professor einen Lehrstuhl für Öffentliches Recht, Rechts- und Staatsphilosophie an der Juristischen Fakultät der Universität Heidelberg. Dort fungierte er von 1973 bis 1975 als Leiter der Fachgruppe Öffentliches Recht, und ab 1975 und ab 1979 als Dekan der Juristischen Fakultät. 1989 wurde er dort aus gesundheitlichen Gründen in den Ruhestand versetzt. Zu seinen Schülern zählt Bodo Pieroth.
Seit 1989 ist Müller freier Forscher und wissenschaftlicher Publizist. Er nimmt internationale Lehr- und Forschungstätigkeit wahr, vor allem in Südafrika und Brasilien. Er ist seit 1998 Gastprofessor am Department of Public Law, University of Stellenbosch (Provinz West-Kap), seit 2000 Research Fellow ebenda, seit 2002 Gastprofessor im Pós-Graduação an der Universidade de Fortaleza (UNIFOR), Ceará-Brasilien und von 2003 bis 2006 freier Berater der Bundesregierung in Brasília; als solcher erarbeitete er einen Entwurf zur Justizreform in Brasilien.
Müller arbeitet außerdem als Lyriker, Prosaist und Übersetzer. Er veröffentlicht Gedichte und Prosa seit Anfang der 80er Jahre. Er war u. a. Mitherausgeber der literarischen Zeitschrift Van Goghs Ohr.

## Werke (Auswahl)

### Rechtswissenschaft
- Normstruktur und Normativität. Zum Verhältnis von Recht und Wirklichkeit in der juristischen Hermeneutik, entwickelt an Fragen der Verfassungsinterpretation. Duncker & Humblot, Berlin 1966.
- Die Positivität der Grundrechte. Fragen einer praktischen Grundrechtsdogmatik. Duncker & Humblot, Berlin 1969  (2. erw. Auflage. 1990).
- Elemente einer Verfassungstheorie I–VIII.
  - Recht – Sprache – Gewalt. Elemente einer Verfassungstheorie I. Duncker & Humblot, Berlin 1975.
  - Juristische Methodik und Politisches System. Elemente einer Verfassungstheorie II. Duncker & Humblot, Berlin 1976.
  - Die Einheit der Verfassung – Kritik des juristischen Holismus. Elemente einer Verfassungstheorie III. 2. Auflage. Duncker & Humblot, Berlin 2007, ISBN 978-3-428-12432-9.
  - „Richterrecht“. Elemente einer Verfassungstheorie IV. Duncker & Humblot, Berlin 1986, ISBN 3-428-06019-9.
  - Fragment (über) Verfassunggebende Gewalt des Volkes. Elemente einer Verfassungstheorie V. (herausgegeben von Klaus Rohrbacher), Duncker & Humblot, Berlin 1995, ISBN 3-428-08186-2.
  - Wer ist das Volk? Die Grundfrage der Demokratie – Elemente einer Verfassungstheorie VI. (herausgegeben von Ralph Christensen), Duncker & Humblot, Berlin 1997, ISBN 3-428-09189-2.
  - Demokratie in der Defensive. Funktionale Abnutzung – soziale Exklusion – Globalisierung. Elemente einer Verfassungstheorie VII. Duncker & Humblot, Berlin 2001, ISBN 3-428-10318-1.
  - Demokratie zwischen Staatsrecht und Weltrecht. Nationale, staatlose und globale Formen menschenrechtsgestützter Demokratisierung. Elemente einer Verfassungstheorie VIII. Duncker & Humblot, Berlin 2003, ISBN 3-428-11165-6.
- Strukturierende Rechtslehre. 2. Auflage. Duncker & Humblot, Berlin 1994, ISBN 3-428-07623-0.
- Juristische Methodik I–II
  - mit Ralph Christensen: Band I: Grundlagen. Öffentliches Recht. 10. Auflage, Duncker & Humblot, Berlin 2009, ISBN 978-3-428-11545-7.
  - mit Ralph Christensen: Band II: Europarecht. 2. Aufl., Duncker & Humblot, Berlin 2007, ISBN 978-3-428-12341-4.

### Schöne Literatur (Auswahl)
unter dem Autornamen Fedja Müller:
- Lieder aus dem Thermidor. Dreisam, Freiburg i. Br. 1984 (2. Aufl. éditions trèves, Trier 1992).
- Gedichte vom Engel des Herrn. Dreisam, Freiburg i. Br. 1984 (2. Aufl. éditions trèves, Trier 1992).
- Lieder aus Nanous Zeitrechnung. Dreisam, Freiburg i. Br. 1986.
- Gedichte aus dem Papierkorb unsrer Junta. Dreisam, Freiburg i. Br. 1987.
- Gedichte vom Boulevard der Grimassen. Dreisam, Freiburg i. Br. 1988.
- Gedichte vom Zustand. éditions trèves, Trier 1991.
- Prosa von Zweiundfünfzig Vorfällen. éditions trèves, Trier 1994.
- écritures. Heidelberg 1998.
- Verse aus den Händen von Nana Escalier. éditions trèves, Trier 2006.